# Supercoupe du Portugal masculine de volley-ball
La Supercoupe du Portugal de volley-ball masculin est une ancienne compétition de volley-ball qui opposait le champion du Portugal au vainqueur de la coupe du Portugal. Cette compétition n'est plus disputée depuis 2001.

## Palmarès
| - 1990 : Benfica Lisbonne - 1991 : Sporting CP - 1992 : Sporting CP - 1993 : Sporting CP - 1994 : Castelo da Maia GC - 1995 : SC Espinho - 1996 : Castelo da Maia GC - 1997 : SC Espinho - 1998 : SC Espinho - 1999 : Castelo da Maia GC - 2000 : SC Espinho - 2001 : Castelo da Maia GC - 2010 : Castelo da Maia GC - 2011 : Benfica Lisbonne - 2012 : Benfica Lisbonne - 2013 : Benfica Lisbonne - 2013 : Benfica Lisbonne - 2014 : Benfica Lisbonne - 2015 : Benfica Lisbonne - 2016 : Benfica Lisbonne - 2017 : SC Espinho - 2018 : Benfica Lisbonne - 2019 : Benfica Lisbonne - 2020 : Benfica Lisbonne - 2021 : Benfica Lisbonne - 2022 : AJ Fonte do Bastardo - 2023 : Benfica Lisbonne |

1. ↑  « Supertaça de Portugal », sur fpvoleibol.pt via Wikiwix (consulté le 14 juillet 2023).